# Eupolymnia labiata
Eupolymnia labiata är en ringmaskart som först beskrevs av Willey 1905.  Eupolymnia labiata ingår i släktet Eupolymnia och familjen Terebellidae. Inga underarter finns listade i Catalogue of Life.